# Chocolat (película de 2016)
Chocolat (Monsieur Chocolat en España  y Señor Chocolate en algunos países hispanohablantes) es una película biográfica francesa, dirigida por Roschdy Zem, estrenada en el 2016. Está basada en el libro Chocolat, clown nègre: l'histoire oubliée du premier artiste noir de la scène française (Chocolat, payaso negro: la historia olvidada del primer artista negro de la escena francesa, aun no publicada en español), del escritor Gérard Noiriel, publicada en 2012. A pesar de haber anunciado que su propósito era "rastrear la historia de este artista fuera de lo común", la película difiere en varios puntos de la historia de la vida real del payaso Chocolat.

## Reseña
En 1897, un hombre negro de nombre Kananga, hijo de un esclavo cubano, se presenta como caníbal en uno de los atractivos del circo Delvaux. El payaso blanco George Foottit, presionado por el director del circo para que renueve sus números, idea asociarse con Kananga en un dúo que incluya a un payaso blanco autoritario y a un payaso negro víctima, y este último llevará el nombre Chocolat. La pareja de cómicos resulta muy bien aceptada por el público, y Delvaux comienza a hacer negocios. El rumor de su éxito circula por toda Francia y llega a oídos de Joseph Oller, director del Nouveau Cirque, quien convence a Foottit y a Chocolat de aceptar la oferta de ir a presentarse en París. Su éxito en la Ciudad Luz es inmediato, y Chocolat se convierte así en el primer artista negro en la escena francesa. Seducido por el dinero, cae en la tentación de las apuestas y se deja llevar por los placeres de las mujeres.
Un día, publicistas como Félix Potin deciden utilizar la imagen de Chocolat en los carteles de sus productos, en los que lo muestran con el rostro parecido al de un mono. Chocolat, quien hasta entonces había aceptado con humor los maltratos de su compañero en el escenario del circo (patadas, cachetadas, humillaciones), rechaza esa imagen y comienza a oponerse gradualmente al dominio del payaso blanco. Es entonces cuando decide comenzar a utilizar un nombre (el que tenía cuando fue esclavo, Rafael Padilla, y ya no un sobrenombre) y a independizarse, a ser autónomo. Conforme aprende a leer, se apasiona por los textos de William Shakespeare, y decide entonces cambiar de trabajo, para presentarse por primera vez como actor de teatro, en un papel que, hasta entonces, nadie realmente negro (salvo actores blancos, pintados del rostro) había representado en Francia: Otelo.

## Reparto

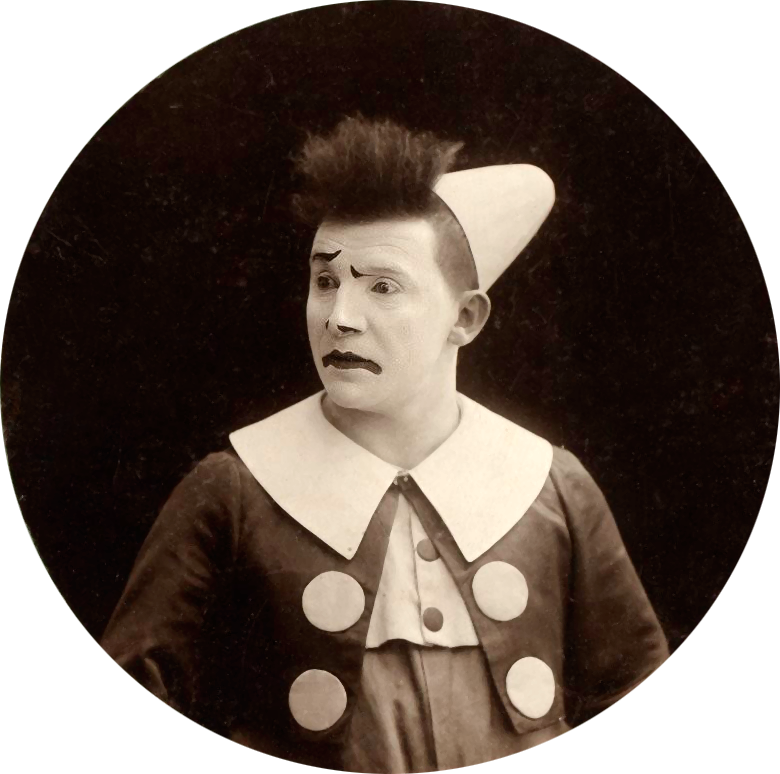
Foottit

- Omar Sy:[3][4] Rafael Padilla, alias « Kananga » y después « Chocolat ».
- James Thierrée: George Foottit
- Clotilde Hesme: Marie, la enfermera
- Alice de Lencquesaing: Camille, la joven artista del circo Delvaux
- Noémie Lvovsky: Madame Delvaux
- Frédéric Pierrot: Monsieur Delvaux
- Olivier Gourmet: Joseph Oller, director del Nouveau Cirque
- Olivier Rabourdin: Firmin Gémier, director del Théâtre Antoine
- Héléna Soubeyrand: Regina Badet, actriz
- Denis Podalydès y Bruno Podalydès: Auguste et Louis Lumière
- Xavier Beauvois: director de Félix Potin
- Thibault de Montalembert: Jules Moy
- Alex Descas: Victor, el haitiano
- Christophe Fluder: Marval
- Dan Herzberg: Fergus
- Félix Bossuet: Gustave
- Wilfred Benaïche: Monsieur Constantine
- Matthieu Rozé: gendarme joven
- Stefan Godin: gendarme  con bigote
- Clovis Fouin: Fredo, el agresor
- Cedric appietto: Leca, el agresor
- Hocine Choutri: Ray, el agresor
- Antonin Maurel: Ortis
- Mick Holsbeke: el payaso Green
- John Arnold: el corso
- Eric Kailey: guardia de la prisión
- Elise Lissague: prostituta
- Alexia Giordano: prostituta

## Producción

### Desarrollo
Roschdy Zem reconoce haber tomado libertades en lo relativo a la historia de Rafael Padilla para realizar su película: el primer circo que contrató a Chocolat no fue el circo Delvaux, que no existió, sino el payaso de origen británico Tony Grice, quien lo conoció en los barrios de Bilbao, y fue con él con quien comenzó un dueto cómico en 1886, y después con otros payasos e incluso individualmente; en segundo lugar, no fue George Foottit quien en 1895 le propuso formar el dúo, sino el director del Nouveau Cirque, Raoul Donval; tampoco fue a dar nunca a la cárcel por golpes y heridas; su esposa, Marie Hecquet, no era viuda y enfermera, sino secretaria y estaba casada (se divorció, al conocer a Rafael); Chocolat abandonó a Foottit primero para representar el papel de payaso en Romeo y Julieta, de William Shakespeare, y fracasó cuando comenzó a trabajar en el teatro no como Otelo, el moro de Venecia, sino en el papel principal de Moisés, un boceto o improvisación de 1911 de Edmond Guiraud, en el Teatro Antoine-Simone-Berriau; sí tenía dificultades para dominar el francés, sobre todo con textos largos; falleció en 1917, no como barrendero en un circo, sino como payaso en la compañía del Circo Rancy, de Burdeos.

### Rodaje

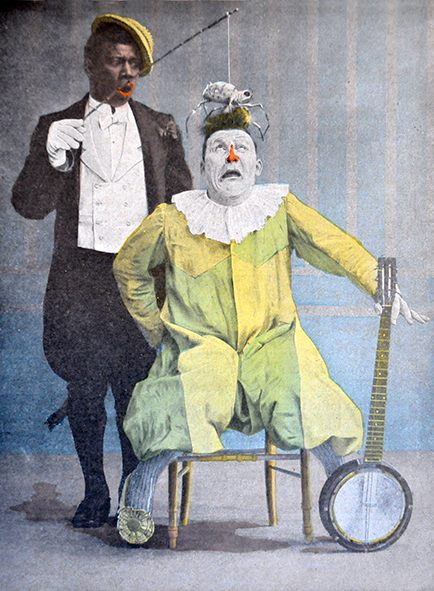
Foottit y Chocolat

El equipo y el director decidieron filmar la mayor parte de las escenas en París, en vez de reproducir el pueblo en un estudio de Europa del Este, como ocurre en muchas otras películas. Roschdy Zem explicó:

Cuando se filma en exteriores una historia que se desarrolla un siglo antes, se coloca la decoración adecuada, y siempre una grúa pasa a lo lejos. Para este tipo de escenas, definimos los ejes desde el guion técnico, y realizamos un guion gráfico en función de los efectos especiales.

Roschdy Zem explica que él y su equipo se inspiraron en la estética de películas de época como La vida en rosa y Barry Lyndon o bien en documentos y en escenas o cuadros para los colores:

Se concibió la luz en función del vestuario, el vestuario en función de la decoración, los atuendos masculinos teniendo en cuenta los femeninos, y los de los personajes principales en función de los extras y secundarios.

## Recibimiento

### Crítica

#### En Francia
En opinión de Alain Spira, de Paris Match:

Mientras que Abdellatif Kechiche no pudo convencer con su Vénus noire, una película con temática cercana a la de Chocolat, Roschdy Zem se las arregla para dominar su película biográfica, gracias a una narración tensa, a una reconstrucción histórica pertinente y a actores fuera de la norma (...) James Thierrée (…) demuestra aquí que posee tal carisma cinematográfico que merecería enchaîner los primeros roles (…) En cuanto a Omar Sy, no hay ninguna duda de que, para elevarse a la altura clownesca de su modelo, su entrenamiento físico y psicológico debe haber sido agotador. Como resultado, Sy está asombroso en Chocolat.

En la revista Africultures, Sylvie Chalaye deplora:

un prisma que deforma un melodrama sórdido y condena al verdadero Chocolat a desaparecer, para dejar lugar, en la memoria, a la caída vertiginosa de un pobre negro que quiso salirse de su condición.

Subraya la calidad de los actores:

James Thierrée y Omar Sy se inspiran en los célebres sainetes del dúo, pero alcanzan a modernizarlos al considerar la actualidad con mucha sutileza. La calidad fotográfica de la película es notoria, la decoración es exitosa, y el realizador pudo dirigir a dos magníficos comediantes

Pero lamenta la deformación de la realidad histórica:

los personajes están fabricados como el misterioso haitiano opiómano; otros, desvirtuados, como Marie Grimaldi, la compañera de Chocolat durante casi 30 años. Cuando Chocolat conoce el éxito mucho antes de su trabajo conjunto con Footit gracias a un espectáculo que hace furor en el circo Nouveau, La Noce de Chocolat, la película lo reduce al papel de un negro perdido en un circo de campaña y reducido a representar a los caníbales de feria (…) La violencia de la que es objeto Chocolat en la película, la de los policías que lo golpean y la de los maleantes que vienen a intimidarlo y a quebrarle los dedos de la mano para recuperar su dinero se confunde con la violencia racista que podría haber sido la de las Américas de la segregación (…) Pero deformar la verdad histórica de Chocolat y añadir incluso la violencia física para alcanzar este objetivo es como fabricar pruebas de cargo para asegurarse mejor que se condenará al culpable, y provocar finalmente un vicio de forma que prive a la sociedad francesa de un proceso verdadero, justo y válido.

Para la revista Elle, James Thierrée, nieto de Charlie Chaplin, es magnífico en el papel de Foottit, como magnífico es el toque de burlesque que él añade:

no deja de recordarnos a su ilustre abuelo.

Su personaje es todo menos secundario, y halla por fin su primer gran papel en el cine, con:

un toque de marginalidad y de poesía.

#### En México
Para Carlos Bonfil, crítico de cine del periódico La Jornada:

La gran popularidad del dúo consistió en explotar con astucia la ignorancia y los temores de un público educado en el prejuicio colonialista de la época. (...) En su caracterización de un comediante de flexibilidad asombrosa que con su gracia y talento logra sobrellevar la adversidad de ser visto como un extraño fenómeno de feria –punto intermedio entre el chimpancé y el ser humano–, sobre cuyo rostro los niños deslizan el dedo para cerciorarse de que no haya el truco de un maquillaje intenso, el estupendo actor Omar Sy se roba toda la película. (...) cuando la cinta pasa del espíritu lúdico de este paria provocador al triste espectáculo de su estrepitosa decadencia por la acción combinada de la discriminación y su propia adicción al juego de cartas, el relato pierde brío y se complace en la conmiseración.

### Taquilla
En su primera semana de exhibición en Francia, Chocolat se colocó en el segundo lugar de la clasificación, con un total de 619 509 entradas, detrás de Les Tuche 2 : Le Rêve américain (1 502 557 entradas). En su segunda semana, sumó 503 358 entradas a las anteriores, con un total de 1 122 867 entradas. Las 335 320 entradas de la tercera semana dieron un total acumulado de 1 458 187. La cuarta semana sumó 228 559 a las anteriores, lo que dio un total de 1 686 746.